# Predsjednik Sjedinjenih Američkih Država
Predsjednik Sjedinjenih Američkih Država (eng. President of the United States, POTUS) je šef države i šef vlade Sjedinjenih Američkih Država. Predsjednik je šef savezne izvršne vlasti, a ujedno je i vrhovni zapovjednik Oružanih snaga SAD-a. 
Sastoji se od teksta "Grb Predsjednika Sjedinjenih Država". Na unutarnjem tamno plavom krugu nalazi se Bjeloglavi orao raširenih krila, okružen s 50 zvijezda. Orao u kljunu drži svitak sa sloganom SAD-a E PLURIBUS UNUM (OD MNOGIH JEDNA). Na prsima se nalazi grb od 13 bijelih i crvenih linija koje sjedinjuje svijetlo plavo polje. U kandžama drži 13 strijela i maslinobu grančicu s 13 maslina. Orao gleda prema maslinovoj grančici. Iznad orla nalazi se zlatna aureola, 13 manjih zvijezda i 13 oblaka.
Trenutačno dužnost predsjednika SAD-a obnaša Donald Trump.

## Poveznice
- Popis predsjednika SAD‎-a